# Plectosphaera polypodii
Plectosphaera polypodii är en svampart som först beskrevs av Gottlob Ludwig Rabenhorst, och fick sitt nu gällande namn av Arx 1954. Plectosphaera polypodii ingår i släktet Plectosphaera och familjen Phyllachoraceae.   Inga underarter finns listade i Catalogue of Life.
I den svenska databasen Dyntaxa används istället namnet Glomerella polypodii för samma taxon.  Arten är reproducerande i Sverige.